# Patinoire de Baselga di Piné
La patinoire de Baselga di Piné (en italien : stadio del ghiaccio) est un ovale sportif destiné au patinage de vitesse, situé au lieu-dit Miola, à Baselga di Piné, en province autonome de Trente.
Inauguré en janvier 1986, il se situe à une altitude de 1 030 m ce qui en fait l’ovale le plus haut d’Europe, propice donc aux records de vitesse.
Il a été envisagé de le reconstruire et de lui adjoindre une couverture, pour accueillir les Jeux olympiques d'hiver de 2026, mais ce projet a été abandonné au profit d'un anneau temporaire sur le site de la foire de Milan. 